# Vértigo (película de 1958)
Vértigo, también llamada Vértigo (De entre los muertos), es una película estadounidense de suspenso psicológico y cine negro dirigida y producida por Alfred Hitchcock, estrenada en 1958. El guion está basado en la novela de 1954 D'entre les morts (De entre los muertos) escrita por Pierre Boileau y Thomas Narcejac, y fue adaptado por Alec Coppel y Samuel A. Taylor.
El actor principal, James Stewart, interpreta al detective privado John «Scottie» Ferguson quien, tras sufrir un accidente que lo obliga a jubilarse anticipadamente y le provoca acrofobia y vértigo, es contratado por un viejo amigo, Galvin Elster (Tom Helmore), para que vigile discretamente a su esposa Madeleine (Kim Novak), quien se comporta de forma errática y parece estar poseída por un espíritu. La película habla de la obsesión, la parálisis psicológica y física y la frágil naturaleza del amor.
El filme fue rodado en San Francisco (California) y en los estudios de Paramount Pictures (Hollywood). Es la primera película en utilizar el travelling compensado, un efecto en la cámara que distorsiona la perspectiva y que se utilizó en la cinta para crear desorientación y transmitir la acrofobia de Scottie al espectador. Como resultado de su uso en la película, el efecto es a menudo denominado «efecto vértigo».
La película tuvo su estreno mundial en el Festival Internacional de Cine de San Sebastián de 1958. Si bien tuvo un inicio poco alentador, cargado de críticas tibias y una pobre acogida en taquilla, ganó popularidad con el paso del tiempo y en la actualidad es considerada un clásico dentro de la filmografía de Hitchcock, además de una de las mejores películas de todos los tiempos. Tras una evaluación de 10 años, Vértigo fue elegida el 2 de agosto de 2012 como la mejor película de todos los tiempos, por delante de Ciudadano Kane, de Orson Welles. Fue candidata a dos premios Óscar y encabezó el AFI's 10 Top 10 en la categoría de «Películas de misterio».
En 1995, la película fue considerada «cultural, histórica y estéticamente significativa» por la Biblioteca del Congreso de Estados Unidos y seleccionada para su preservación en el Registro Nacional de Cine. En 1996, se presentó una versión restaurada de la cinta.

## Argumento

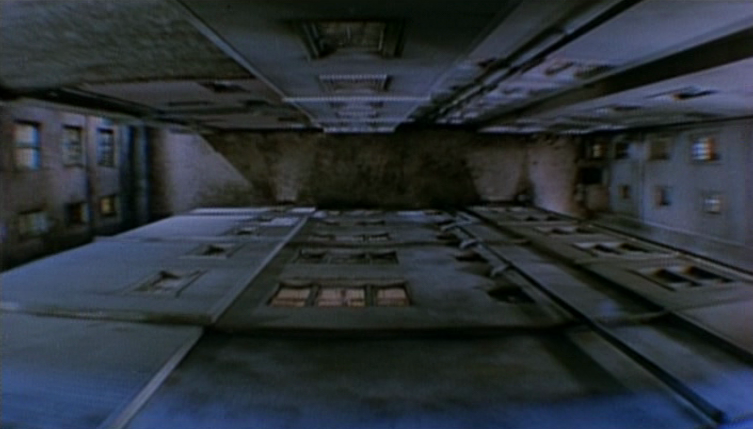
Escena en la que se recrea el efecto de vértigo en Scottie.

Tras una persecución en una azotea, en donde su compañero policía cae y muere, el detective de San Francisco John «Scottie» Ferguson (James Stewart) se retira tempranamente y empieza a padecer de acrofobia y vértigo. Scottie intenta vencer su miedo aplicando su propio método, pero su amiga y ex prometida, la diseñadora de ropa interior Marjorie «Midge» Wood (Barbara Bel Geddes) dice que solo otro shock emocional severo podría ser la cura de Scottie para sus padecimientos.
Tiempo después, Gavin Elster, un viejo amigo de la universidad de Scottie, le pide a este que siga a su esposa, Madeleine, alegando que ella no está bien psicológicamente y que ello podría ponerla en peligro. Scottie acepta no muy conforme, por lo que sigue a Madeleine por toda San Francisco en el transcurso de un día. La sigue a una floristería en donde Madeleine compra un ramo de flores, a la parroquia Misión Dolores, a la tumba de una tal Carlotta Valdés y al museo de arte Legión de Honor, donde Madeleine contempla el retrato de la tal Carlotta Valdés. Finalmente, Scottie la ve entrar al hotel McKittrick, pero cuando trata de investigar más y de encontrarla, Madeleine parece no haber entrado allí.

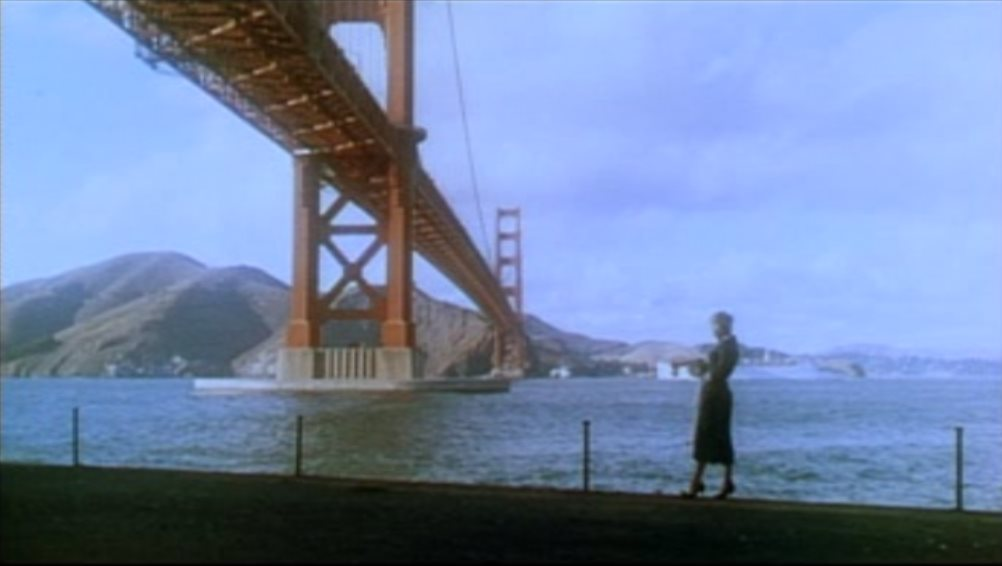
Madeleine poco antes de tirarse a la bahía.

Investigando, un historiador local le explica a Scottie que Carlotta Valdés se suicidó: esta había sido la amante de un hombre rico, con quien se casó y tuvo una hija, pero al cabo del tiempo la pareja se separó, llevándose él a la niña. Por lo que Carlotta enloqueció y terminó suicidándose. Cuando Scottie le informa a Gavin de lo investigado, este le revela que Carlotta (que teme que esté poseyendo a Madeleine) es la bisabuela de Madeleine, aunque Madeleine no tiene conocimiento de esto, y no recuerda los lugares que ha visitado. Scottie sigue a Madeleine hasta Fort Point, bajo el puente Golden Gate y, cuando esta salta a la bahía, él la rescata.
Tras Madeleine pasar la noche en el apartamento de Scottie después de haber sido rescatada, pasan el día siguiente juntos. Viajan por todo San Francisco hasta llegar a una bahía, donde Madeleine corre hacia el océano. Scottie la agarra y se abrazan. Al día siguiente Madeleine le relata una pesadilla, a lo que Scottie relaciona la pesadilla con la iglesia de San Juan Bautista, hogar de la infancia de Carlotta. Él la lleva allí y expresan su amor mutuo. Madeleine, de repente, corre hacia la iglesia y sube al campanario. Scottie, incapaz de subir los escalones por su acrofobia, ve a Madeleine saltar desde el campanario, suicidándose.
La muerte de Madeleine es declarada suicidio. Gavin no culpa a Scottie, pero Scottie se deprime clínicamente y entra a un sanatorio, en estado casi catatónico. Después de su liberación, Scottie frecuenta los lugares que visitó con Madeleine, a menudo imaginando que la ve. Un día, cree identificar a Madeleine en una mujer que se la recuerda, a pesar de ser su apariencia diferente. Scottie la sigue y ella se identifica como Judy Barton, de Salina, Kansas.
En un flashback, se revela que Judy era la persona que Scottie conocía como «Madeleine Elster». Judy se estaba haciendo pasar por la esposa de Gavin como parte de un complot de asesinato, el cual tenía como víctima a la verdadera Madeleine. Judy redacta una carta para Scottie explicando su participación en el homicidio: Gavin se había aprovechado deliberadamente de la acrofobia de Scottie para que cuando Judy subiera al campanario, este sustituyera el cuerpo recién asesinado de su esposa en el aparente «suicidio» de Madeleine. Sin embargo, Judy rompe la carta y continúa la farsa porque ama realmente a Scottie.
Tras empezar a verse con Judy, Scottie sigue obsesionado con «Madeleine», por lo que le pide a Judy que se cambie de ropa y de pelo para parecerse a Madeleine. Después de que Judy obedece, con la esperanza de que finalmente puedan encontrar la felicidad juntos, él se da cuenta de que Judy lleva el collar retratado en la pintura de Carlotta y se da cuenta de la verdad y de que Judy había sido la amante de Elster antes de ser dejada a un lado al igual que Carlotta, para luego ser parte del complot de asesinato de la verdadera Madeleine. Así, Scottie insiste en llevar a Judy a San Juan Bautista.
Allí, Scottie le dice a Judy que debe volver a representar el evento que lo llevó a su locura, admitiendo que ahora entiende que «Madeleine» y Judy son la misma persona. Scottie la obliga a subir al campanario y la hace admitir su engaño. Scottie llega a la cima, finalmente conquistando y superando así su vértigo y acrofobia. Judy confiesa que Gavin le pagó para hacerse pasar por una Madeleine «poseída» y que este fingió el suicidio de la verdadera Madeleine arrojando el cuerpo de su esposa desde el campanario. Judy le ruega a Scottie que la perdone porque lo ama. Él la abraza, pero una figura escondida entre las sombras se eleva desde la trampilla de la torre, sorprendiendo a Judy, quien da un paso atrás y cae al vacío. Scottie, desconsolado de nuevo, se para en la cornisa mientras la figura, una monja que estaba investigando los ruidos, toca la campana del campanario.

## Reparto
- James Stewart - John «Scottie» Ferguson
- Kim Novak - Madeleine Elster / Judy Barton
- Tom Helmore - Gavin Elster
- Barbara Bel Geddes - Marjorie «Midge» Wood
- Henry Jones - Juez de instrucción
- Raymond Bailey - Médico de Scottie
- Ellen Corby - Encargado del Hotel McKittrick
- Konstantin Shayne - Pop Leibel
- Lee Patrick - Dueño del coche perdido por Madeleine

## La sexualidad en la película
«François Truffaut: “Todo ese aspecto erótico del film es apasionante. Pienso en otra escena hacia el principio, después de que James Stewart repesca a Kim Novak, que se había arrojado al agua. La volvemos a ver en casa de James Stewart, acostada desnuda en la cama. Entonces, ella se despierta y eso nos demuestra que él la ha desnudado, que la ha visto desnuda, y sin que en el diálogo se haga referencia alguna a ello. El resto de la escena es extraordinario, cuando Kim Novak se pasea con la bata de Stewart, cuando se ven sus pies desnudos deslizarse por la alfombra y cuando James Stewart pasa una y otra vez por detrás de ella... Hay en Vértigo cierta lentitud, un ritmo contemplativo, que no se encuentra en sus otros films, a menudo construidos sobre la rapidez, la fulguración”.

Alfred Hitchcock: “Exacto, pero ese ritmo es perfectamente natural, ya que contamos la historia desde el punto de vista de un hombre que es un emotivo”.»
El cine según Hitchcock, de François Truffaut.

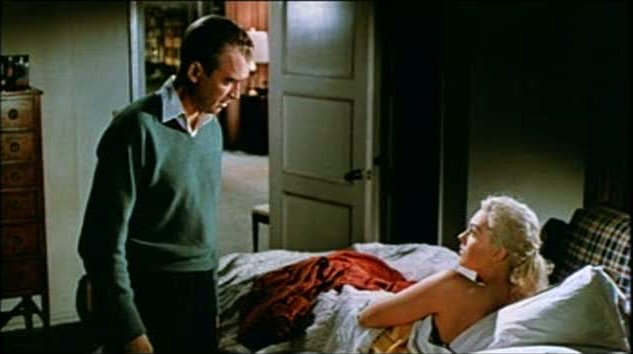
Escena en donde Madeleine se encuentra en el apartamento de Scottie con este tras haberse tirado a la bahía.

En la novela de Boileau y Narcejac en la cual se basó el guion de la película, el protagonista es impotente sexual. Los autores detallan, con toda claridad en el primer capítulo, que nunca ha conocido a una mujer aunque tenga más de treinta años. En la adaptación cinematográfica, Hitchcock multiplica las alusiones a la sexualidad de Scottie. En la segunda escena, un diálogo larguísimo en el departamento de Midge, Scottie maneja un bastón sin saber qué hacer con él mientras que Midge habla de su corto noviazgo que se interrumpió porque entre ellos dos no pasó nada. Apunta con él hacia un sostén; en efecto el trabajo de Midge consiste en fabricar lencería, lo que añade erotismo a la escena. El bastón de Scottie es un sustituto de su sexo, insinuando que no sabe que hacer con él en compañía de una mujer que lo desea carnalmente. Midge le habla como a un niño («You are a big boy now!») (¡Ahora eres un niño grande!). Al final de la larga secuencia, Scottie trata de luchar contra su vértigo subiéndose poco a poco a un escabel. Hitchcock nos enseña, en un plano muy breve, dibujos de mujeres al pie de los escalones. Nos sugiere así un ensayo de erección. La escena acaba en Scottie cayendo en los brazos de Midge.
La ironía llega a su cumbre con la utilización de la Torre Coit (semejante palabra no se inventa) muy famosa en San Francisco y cuya construcción fue financiada por Lili Hitchcock Coït (nada tiene que ver con el director). La torre, obvio símbolo fálico, fue diseñada en forma de boca de riego porque a Lili Coït le gustaban mucho los bomberos. Se ve constantemente desde la ventana del piso de Scottie como para reírse de su falta de vigor sexual. Cuando Madeleine, después de su ensayo de suicidio viene a darle las gracias a Scottie, dice que encontró su casa gracias a la torre. Scottie le contesta que es la primera vez que le es útil para algo. Poco después, en una escena, las olas que se rompen en la playa, nos sugiere fuertemente que se acostaron juntos. Scottie está entonces convencido de que Madeleine es una reencarnación de Carlota (bisabuela de Madeleine, objeto de su obsesión). Pues se ha acostado con una muerta. Hitchcock en su entrevista con François Truffaut habla de necrofilia. Es incapaz de hacer el amor con una mujer de carne y hueso. Más tarde tendrá una relación sexual con Judy sólo después de haberla transformado en Madeleine. Se parece entonces a Pigmalión que se enamoró de su obra de arte.

## Localidades de rodaje

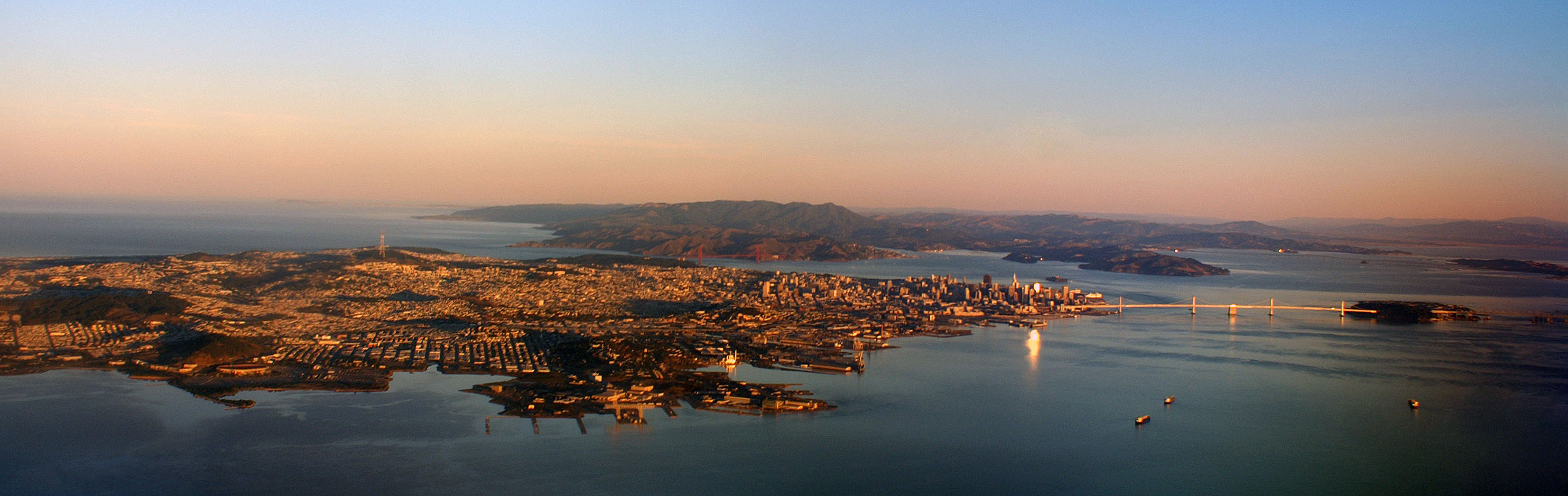
Vista de San Francisco desde 5.000 pies de altura (2008).

Rodada entre septiembre y diciembre de 1957, Vértigo destaca por las escenas del área de la bahía de San Francisco.
- En las famosas cuestas empinadas de la ciudad se rodaron parte de las escenas de acción.
- Madeleine salta al mar en Fort Point, cerca del Puente Golden Gate
- La Misión San Juan Bautista, donde Madeleine cae desde la torre, es un lugar real aunque la torre se modificó para la película. La torre original era más pequeña y menos dramática que la versión de la película.
- Ernie's Restaurant (en 847 Montgomery Street) era un restaurante real en North Beach (San Francisco), no muy lejos del apartamento de Scottie.
- El Empire Hotel es un lugar real, se llamaba York Hotel, y en enero de 2009 se renombró como Hotel Vertigo.[19] La habitación de Judy fue construida, pero el neón flash verdoso de Hotel Empire se basó en la misma que usaba el hotel (remplazada cuando el hotel se cambió de nombre).
- El apartamento de Scottie en San Francisco se encuentra en la calle conocida como la calle más tortuosa del mundo, en el número 900 de la Lombard Street. Aunque la puerta se ha repintado, la entrada es fácilmente reconocible a excepción de unos cuantos cambios. El timbre y el buzón que utiliza Madeleine para entregar la nota a Scottie, son exactamente los mismos que en la película.
- La Misión San Francisco de Asís al comienzo de la película.
- El Museo Legion of Honor.

## Premios y candidaturas
| Categoría                                                                             | Persona                                               | Resultado |
| ------------------------------------------------------------------------------------- | ----------------------------------------------------- | --------- |
| Oscar a la mejor dirección artística y decorados                                      | Henry Bumstead Hal Pereira Sam Comer Frank R. McKelvy | Candidato |
| Oscar al mejor sonido                                                                 | George Dutton                                         | Candidato |
| Premio del Sindicato de directores de EE. UU.                                         | Alfred Hitchcock                                      | Candidato |
| Concha de Plata al mejor director del Festival Internacional de Cine de San Sebastián | Alfred Hitchcock                                      | Ganador   |
| Premio Zulueta del Festival de San Sebastián                                          | James Stewart                                         | Ganador   |

| Publicación     | País | Premio                                               | Año  | Puesto                    |
| --------------- | ---- | ---------------------------------------------------- | ---- | ------------------------- |
| Empire          | EUA  | Las 500 mejores películas de la historia             | 2012 | 40                        |
| Sight & Sound   | UK   | Las 10 mejores películas de la historia (Directores) | 2011 | 6 (Empate con El padrino) |
| Sight & Sound   | UK   | Las 50 mejores películas de la historia              | 2012 | 1                         |
| AFI             | USA  | 100 años... 100 películas                            | 1998 | 61                        |
| AFI             | USA  | 100 años... 100 películas de suspense                | 2001 | 18                        |
| AFI             | USA  | 100 años... 100 pasiones                             | 2002 | 18                        |
| AFI             | USA  | 100 años de bandas sonoras                           | 2005 | 12                        |
| AFI             | USA  | Las 100 mejores películas de la historia             | 2007 | 9                         |
| AFI's 10 Top 10 | USA  | Las 10 mejores películas de misterio                 | 2008 | 1                         |

## Historiografía cinematográfica española deVértigo
En España, primer país donde se proyectó el film fuera de Estados Unidos, en San Sebastián, la película goza de un prestigio especial y existe una gran cantidad de admiradores y estudiosos de Vértigo. Ha sido reseñada en numerosas ocasiones en revistas de cine. Cuatro escritores españoles han publicado libros sobre esta obra maestra: Eugenio Trías (1984 y 1998), José Luis Castro de Paz (1999), Diego Moldes (2004) y Manuel Arias Maldonado (2024).